# Співмешкання

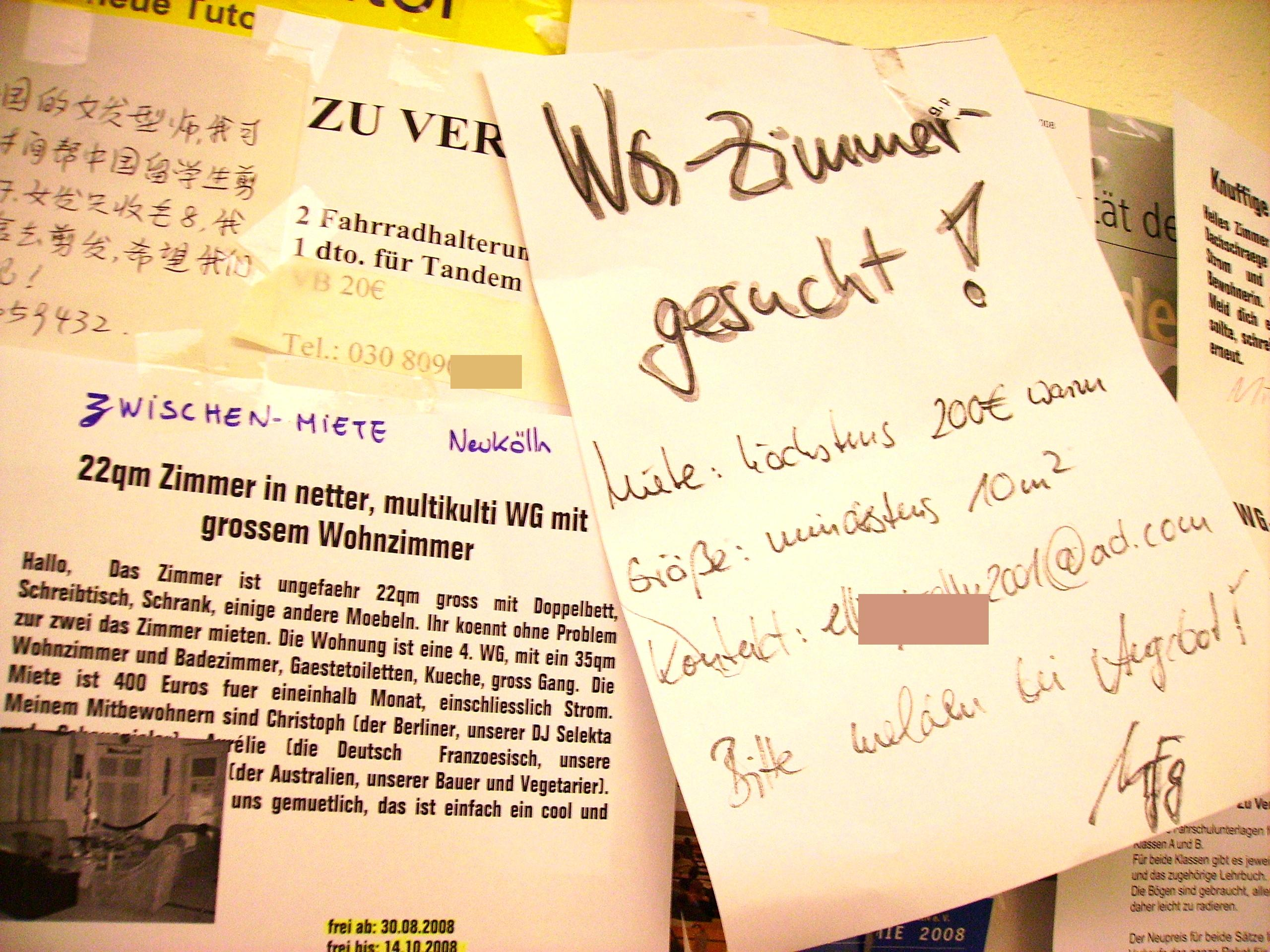
Дошка оголошень пошуку та пропозицій з спільного винайму житла в Берліні.

Співмешкання (нім. Wohngemeinschaft, WG, фр. colocation) - це спільне проживання в одній квартирі кількох осіб що не є родичами. Ванна, туалет та кухня використовуються спільно, а також іноді ще й спільна вітальня.
Така форма проживання найбільш поширена в Німеччині, Австрії та Швейцарії.

## Історія
Існує багато моделей спільного мешкання в приватно винайманих помешканнях в кожній культурі. Ідея винаймати квартиру разом з чужими людьми з метою економії коштів з’явилась ще в 19-тому столітті. Підтвердження цього в літературі можна знайти на сторінках роману Артура Конан Дойла, де він описує що дружба між Шерлоком Холмсом та Доктором Ватсоном почалась саме з ціллю спільного винайму квартири. Зростання частоти спільного винайму житла на заході спостерігається з 1960-тих.

## Аналогії
Спільна участь задля економії ресурсів використовується і в інших сферах. Наприклад у транспорті це сумісне використання автомобіля(карпулінг).

## Економічний аспект
Економічна вигода є базисом виникнення та розвитку такого формату проживання як співмешкання. Найчастіше до співмешкання вдаються несімейні люди, які через вік або ж низький або ж нестабільний рівень доходів не здатні придбати чи самостійно орендувати власне житло - молодь, студенти, безробітні, холостяки, заробітчани, мігранти. Тобто ті категорії громадян, які готові жертвувати особистим простором і приватністю заради зменшення витрат на житло. Після створення сім'ї та народження дітей потреба приватності різко зростає, тому співмешкання сім'ями трапляється рідко, переважно у кризових ситуаціях. Гарним прикладом є співжиття сімей в комуналках і малосімейках в Радянському Союзі через гострий дефіцит житлового простору внаслідок економії ресурсів заради індустріалізації. Гострий брак життєвого простору призводив до численних труднощів при реалізації базових фізіологічних потреб, побутових конфліктів.

## Статистика
В 2013-тому в Німеччині таким чином проживало 3,6 мільйонів осіб.